# Kazuto Ioka
Kazuto loka (jap. 井岡 一翔, Ioka Kazuto; * 24. März 1989 in Sakai, Japan) ist ein japanischer Boxer. Er ist ehemaliger Weltmeister der WBC sowie WBA im Strohgewicht, ehemaliger regulärer Weltmeister der WBA im Halbfliegengewicht und aktueller regulärer Weltmeister der WBA im Fliegengewicht (aktueller WBA-Unified-Champion ist Juan Francisco Estrada).
Sein Onkel ist der Boxer Hiroki Ioka.

## Amateur
Als Amateur wurde er unter anderem acht Mal Japanischer Meister und gewann in Bangkok im Jahre 2008 durch Punktsieg gegen den Bulgaren Pawel Petrow und Punktniederlage gegen den Thailänder Amnat Ruenroeng eine Bronzemedaille beim Königs-Cup.

## Profikarriere
2009 gewann er mit einem T.-K.-o-Sieg über Thongthailek Sor Tanapinyo in der 3. Runde sein Debüt bei den Profis. Im Jahr darauf siegte er gegen Masayoshi Segawa (Bilanz 19-2-0) und errang dabei den Gürtel des Japanischen Meisters. Im Jahre 2011 wurde er WBC-Weltmeister im Strohgewicht, dabei schlug er Oleydong Sithsamerchai (Bilanz 35-0-1) durch technischen K. o. und verteidigte diesen Titel gegen Juan Hernández (Bilanz 18-1-0) und Yodngoen Tor Chalermchai (Bilanz 8-0-0).
2012 holte er sich in einem 12-Runden-Gefecht den WBA-Weltmeistergürtel gegen Akira Yaegashi (Bilanz 15-2-0) und erkämpfte sich durch einen technischen K.-o.-Sieg in Runde 6 gegen Jose Alfredo Rodriguez (Bilanz 28-1-0) den vakanten Weltmeistertitel der WBA im Halbfliegengewicht. 2013 konnte er diesen Titel zwei Mal verteidigen, unter anderem durch K. o. gegen Kwanthai Sithmorseng (Bilanz 43-1-1). Gegen den ungeschlagenen Amnat Ruenroeng musste er seine erste Pleite im Jahr 2014 hinnehmen. In diesem Kampf ging es um den Weltmeistergürtel IBF-Titel im Fliegengewicht.
AM 22. April 2015 gelang es ihm den Argentinier Juan Carlos Reveco knapp nach Punkten zu schlagen und errang dadurch den WBA-Weltmeistertitel im Fliegengewicht.